# Władysław Chruścicki
Władysław Władisławowicz Chruścicki (Chrusticki) (ros. Владислав Владиславович Хрустицкий, ur. 14 października?/27 października 1902 w Małej Czerniawce w rejonie różyńskim w obwodzie żytomierskim, zm. 26 stycznia 1944 w Wołosowie) – radziecki wojskowy, pułkownik, uhonorowany pośmiertnie tytułem Bohatera Związku Radzieckiego (1944).

## Życiorys
Urodził się w polskiej rodzinie chłopskiej. Skończył 7-letnią szkołę, pracował jako robotnik rolny, później strażak i pomocnik maszynisty na stacji w Koziatynie. W maju 1924 został powołany do Armii Czerwonej, ukończył szkołę pułkową w Berdyczowie, a w 1938 kursy wojsk pancernych, od 1926 należał do WKP(b). Od czerwca 1941 uczestniczył w wojnie z Niemcami, biorąc udział w obronie Leningradu, później działał na tyłach i komunikacji wroga, niszcząc jego siłę żywą i technikę, w styczniu 1943 objął dowództwo 30 Samodzielnej Gwardyjskiej Brygady Pancernej Frontu Leningradzkiego w stopniu pułkownika. Na czele brygady brał udział w walkach w obwodzie leningradzkim, w tym w styczniu 1944 w likwidacji blokady Leningradu i natarciu w kierunku Narwy i Ługi, i w przełamywaniu obrony przeciwnika w rejonie Wołosowa. 26 stycznia 1944 trafił kilka dział wroga, jednak jego czołg również został trafiony, a następnie wybuchł. Został pochowany w Leningradzie. Jego imieniem nazwano ulice w Leningradzie i Wołosowie.

## Odznaczenia
- Złota Gwiazda Bohatera Związku Radzieckiego (pośmiertnie, 21 lutego 1944[1])
- Order Lenina (pośmiertnie)
- Order Czerwonego Sztandaru

I medale.